# Ашуг-Пери
Ашуг-Пери (азерб. Aşıq Pəri; ок. 1811, село Ашагы Маралян, Карабахское ханство — 1847, Шуша, Шемахинская губерния, Российская империя) — азербайджанская женщина-ашуг и поэтесса, одна из видных представителей азербайджанской женской ашугской школы первой половины XIX века. Считается основателем женского ашугского творчества.

## Биография
Ашуг-Пери родилась в селении Ашагы Маралян (ныне — в Джебраильском районе) приблизительно в 1811 году. С детских лет интересовалась ашугскими стихами. Получила образование в медресе, где изучила арабский и персидский языки. В возрасте 18 лет переехала в столицу Карабахского ханства — город Шушу. Прожила и творила там до конца своей недолгой жизни, где и умерла в 1847 году, в возрасте 36 лет. Однако некоторые исследователи жизни и творчества поэтессы утверждают, что она жила до старости.
Отец Пери — Гаджи Саяд занимался мелкой торговлей, из-за чего был прозван местными жителями Таджиром (рус. Купец) Гаджи Саядом. Мать — Гюлистан Ханум была прогрессивной женщиной своего времени и не препятствовала дочери получить образование.
Один из исследователей творчества и жизни Ашуг-Пери — Фирудин бек Кочарли, в своих исследованиях отмечает, что в возрасте 25 лет Пери вышла замуж за моллу по имени Мохаммед, но не была счастлива в браке. Молле не нравилось, что его молодая жена пишет стихи и участвует в поэтических вечерах, из-за чего она подвергалась постоянным упрёкам со стороны мужа. В итоге, все её страдания выливались в стихи, где отражалась вся нелегкая жизнь молодой поэтессы. После смерти ашуга в 1847 году её братья Кербалаи Ферзалы и Махмуд увезли её тело в родную деревню Маралйан в Джебраил, где и предали земле.

## Творчество
Ашуг-Пери относится к представителям Карабахской ашугской среды, живших и творивших в Карабахе в первой половине XIX века. Имя Ашуг-Пери, сыгравшей определённую роль в развитии азербайджанской ашугской поэзии и считающейся одной из профессиональных женщин-ашугов, перечисляется наравне с Мехсети Гянджеви, Хуршидбану Натаван, Хейран-Ханум и Фатмой Кямине. До наших дней дошла лишь малая часть её стихов, поэтому о жизни Ашуг-Пери среди народа ходят всяческие легенды.
В своих стихах ашуг воспевала борьбу за женскую свободу, мечты женщин и их положение в обществе. Она внесла новые мотивы и образы в литературу, описала быт, нравы и обычаи азербайджанских женщин.
Состязалась в импровизации стихов с азербайджанским поэтом Мирза-Джан Мадатовым.

## Память
Творчество Ашуг-Пери нашло своё отражение в книге «Антология женщин-ашугов» (азерб. «Aşıq qadınların antologiyası»), увидившей свет в 2010 году под редакторством Афгана Насирли и Самиры Мамедалиевой.
В музейном центре галереи искусств Министерства культуры и туризма Азербайджанской Республики хранится полотно азербайджанского художника Алтая Гаджиева «Ашуг-Пери», исполненное маслом на холсте размером 100 на 200 см.
Памяти Ашуг-Пери в Азербайджане регулярно проводятся Меджлисы — творческие вечера, под одноимённым названием «Ашуг-Пери», одной из создательниц которых является Ашуг Улдуз Сёнмез (Гулиева).
Ашуг-Пери посвятил большинство своих стихов азербайджанский поэт и ашуг из знаменитого Карабахского рода Джаванширов — Мухаммед бек ашуг Зангилани.
На азербайджанском телевидении и радио долгое время демонстрировались теле- и радиопередачи из серии «Ашуг-Пери», где пропагандировалось классическое и современное литературное наследие Азербайджана. Неизменным автором и ведущей данных передач была народный писатель Азербайджана, доктор филологических наук, профессор Азиза Джафарзаде.